# Kazimierz Baranowski

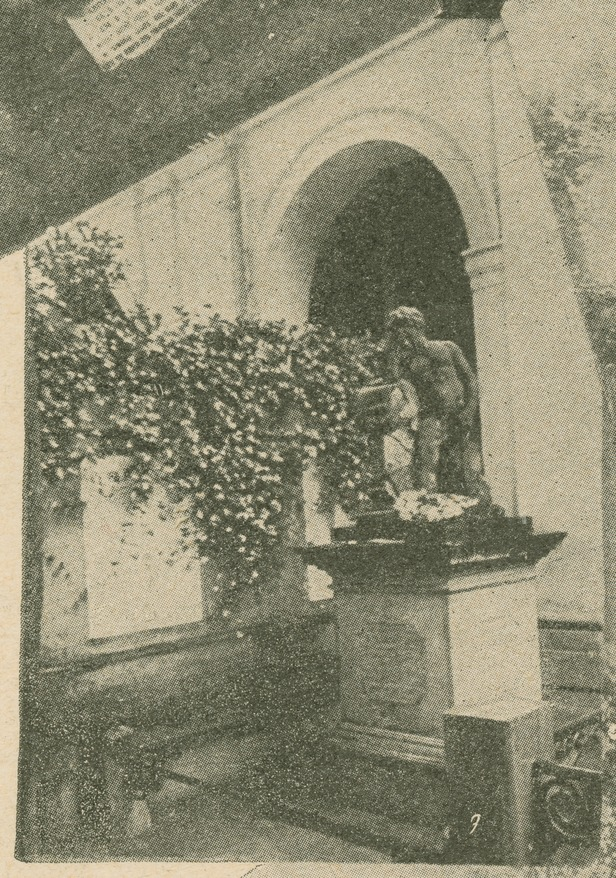
grobowiec na cmentarzu Powązkowskim

Kazimierz Baranowski (ur. 4 marca 1819 w Warszawie, zm. 13 kwietnia 1862) – skrzypek, koncertmistrz Opery w Warszawie.

## Życiorys
Syn lutnika i fabrykanta instrumentów muzycznych. Jego nauczycielem gry na skrzypcach był Ksawery Oleśkiewicz, ceniony wówczas skrzypek. W 1827 r., jako ośmiolatek, wystąpił na scenie Teatru Narodowego, a w 1837 r. został członkiem orkiestry Teatru Wielkiego w Warszawie. Swój talent rozwijał pod okiem szefa orkiestry operowej - Bielawskiego, po którego śmierci objął stanowisko pierwszego solisty. Był członkiem Archikonfraterni Literackiej.
Pogrzeb Kazimierza Baranowskiego odbył się 15 kwietnia w kościele św. Antoniego. Pochowany został na cmentarzu Powązkowskim (kwatera Pod katakumbami-1-149/150).